# Gustnado

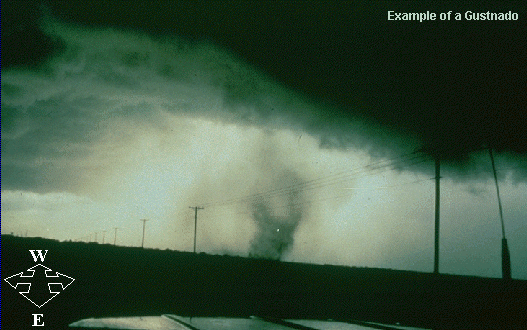
Un gustnado en el sudeste de Wisconsin, el 4 de octubre de 2002.

Un gustnado (del inglés gust, 'racha', y -nado, terminación de tornado) es una nube tornádica y de corta vida, de bajo nivel que puede formar un temporal. El nombre es un acrónimo (del inglés) de "frente de ráfagas tornádicas", así los gustnados se forman debido a configuraciones no tornádicas ciclónicas en la descendente del frente de ráfagas (outflow) de una fuerte tormenta, especialmente de las que comienzan con dominación de ráfagas. Es poco común con las estructuras tornádicas en términos de desarrollo vertical, y la intensidad, longevidad, y procesos formativos (como tornados clásicos asociados con mesociclones en los ingresos de la tormenta, no en la salida).
Un gustnado promedio dura de pocos segundos a pocos minutos, aunque puede haber varias generaciones y simultáneas trepadas. Muchos tienen vientos de tornados tipos F0 o F1, y son comúnmente confundidas con tornados. Sin embargo, a diferencia de los tornados, la columna rotativa del aire en un gustnado no suele extenderse a la base de una nube tormentosa y tiene sentido anticiclónico (sentido horario en el hemisferio norte), es decir, inverso al verdadero sentido de los tornados. Los gustnados tienen más en común con los torbellinos (que incluyen diablos de arena, fenómeno en el cual los torbellinos se forman debido a capas superficiales supercalentadas y de vorticidad fuerte, más comúnmente en días soleados, cálidos con vientos). No se consideran verdaderos tornados (a menos que se conecten desde la superficie a la base nubosa) por muchos meteorólogos y no se incluyen en las estadísticas tornádicas. A veces se refieren a spin-up tornados, que tal término más correctamente describe los raros gustnados tornádicos que conectan la superficie hacia la base nubosa, o los relativamente breves tornados asociados con un mesovórtice. 
Los más comunes formatos de un gustnado es sobre las salidas de una tormenta severa (vientos de 93+ kmph). El aire fresco en el frente de ráfagas actúa como un frente frío de mesoescala. Se desliza bajo el aire tibio adelante de él, creando movimientos ascendentes e interacciones turbulentas. La fricción en esta interacción crea una columna giratoria de aire, o torbellino, que podrán crear un gustnado (con esa idea general, una imagen de una área de hojas girando en un día ventoso, pero en una escala mucho mayor). 
Además de formar las rachas dominantes de una tormenta, los gustnados son también comunes en la generación de supercélulas. Esta región con frecuencia contiene aire en alta vorticidad, y a veces aire altamente ascendente, ambos conducentes a formar tanto gustnados como tornados. Los gustnados cerca de la interfaz ascendente-descendente puede envolver a tornados verdaderos cuando se originan dentro de un mesociclón. 
Aunque el "gustnado" ha entrado en la nomenclatura meteorológica aceptada, este término es popular en las Grandes Planicies y en el medio oeste de EE. UU., donde el fenómeno es más común.

## Correlación entre un gustnado y un tornado
Aunque no todos los gustnados se convierten en tornados propiamente dichos, todos los tornados, sin excepción, comienzan con una fase preliminar similar a un gustnado, lo que parece algo complejo para explicar. Lo que sucede es, igual que sucede en todas las tormentas ciclónicas, que los procesos de subsidencia generan su propia energía al girar en una especie de tobogán descendente que alcanza una enorme velocidad de giro al llegar al suelo por la disminución progresiva del radio de dicho giro. Aquí se origina la diferencia entre los dos términos. Un tornado propiamente dicho sólo se considera cuando la corriente de aire húmedo ascendente (convección) se combina con la columna de aire seco y frío descendente por lo que aumenta la cantidad de energía que tiene que disiparse y sobre todo, la longitud de su recorrido y la duración en el tiempo de dicho recorrido. Esta es la premisa que sirve para confirmar la idea de que un tornado solo se considera como tal cuando el embudo descendente de aire húmedo de un cumulonimbo llega al suelo y se combina con el torbellino ascendente de aire más seco, procedente de la subsidencia del flanco posterior de este tipo de nubes. Ello es lo que explica la asimetría de las nubes de desarrollo vertical (como es el caso de los cumulonimbos) como se ve en la imagen del gustnado fotografiado en Wisconsin: como puede verse, la parte posterior del gustnado (subsidencia) tiene una altura mucho mayor que en el flanco anterior del mismo (convección).